# Festival de la Cançó d'Eurovisió 1991
El XXXVI Festival de la Cançó d'Eurovisió fou retransmès el 4 de maig de 1991 als estudis Cinecittà, Roma. Els presentadors van ser Gigliola Cinquetti i Toto Cutugno, i la victòria va ser per al representant de Suècia, Carola amb la cançó "Fångad av en stormvind".

## Final

Països participants.
Països que hi van participar al passat però no el 1991.

| Núm. | País       | Intèrpret(s)                               | Cançó                                     | Posició | Pts |
| ---- | ---------- | ------------------------------------------ | ----------------------------------------- | ------- | --- |
| 01   | Suïssa     | Sandra Simó                                | Canzone per te                            | 5       | 118 |
| 02   | Alemanya   | Atlantis 2000                              | Dieser Traum darf niemals sterben         | 18      | 10  |
| 03   | Irlanda    | Kim Jackson                                | Could it be that I'm in love?             | 11      | 47  |
| 04   | Luxemburg  | Sarah Bray                                 | Un baiser volé                            | 14      | 29  |
| 05   | Turquia    | İzel Çeliköz, Reyhan Karaca & Can Ugurluer | İki Dakika                                | 12      | 44  |
| 06   | Bèlgica    | Clouseau                                   | Geef het op                               | 16      | 23  |
| 07   | Itàlia     | Peppino Di Capri                           | Comme è ddoce 'o mare                     | 7       | 89  |
| 08   | Iugoslàvia | Bebi Dol                                   | Brazil                                    | 21      | 1   |
| 09   | Regne Unit | Samantha Janus                             | A message to your heart                   | 10      | 47  |
| 10   | Suècia     | Carola                                     | Fångad av en stormvind                    | 1       | 146 |
| 11   | Grècia     | Sophia Vossou                              | I anixi                                   | 13      | 36  |
| 12   | Àustria    | Thomas Forstner                            | Venedig im Regen                          | 22      | 0   |
| 13   | Malta      | Georgina & Paul Giordimaina                | Could it be                               | 6       | 106 |
| 14   | Finlàndia  | Kaija                                      | Hullu yö                                  | 20      | 6   |
| 15   | Xipre      | Elena Patroklou                            | S.O.S.                                    | 9       | 60  |
| 16   | França     | Amina                                      | C'est le dernier qui a parlé qui a raison | 2       | 146 |
| 17   | Noruega    | Just 4 Fun                                 | Mrs. Thompson                             | 17      | 14  |
| 18   | Israel     | Duo Datz                                   | Kan                                       | 3       | 139 |
| 19   | Dinamarca  | Anders Frandsen                            | Lige der hvor hjertet slår                | 19      | 8   |
| 20   | Portugal   | Dulce Pontes                               | Lusitana paixão                           | 8       | 62  |
| 21   | Islàndia   | Stefán & Eyfi                              | Draumur um Nínu                           | 15      | 26  |
| 22   | Espanya    | Sergio Dalma                               | Bailar pegados                            | 4       | 119 |